# 阿尔库俄纽斯

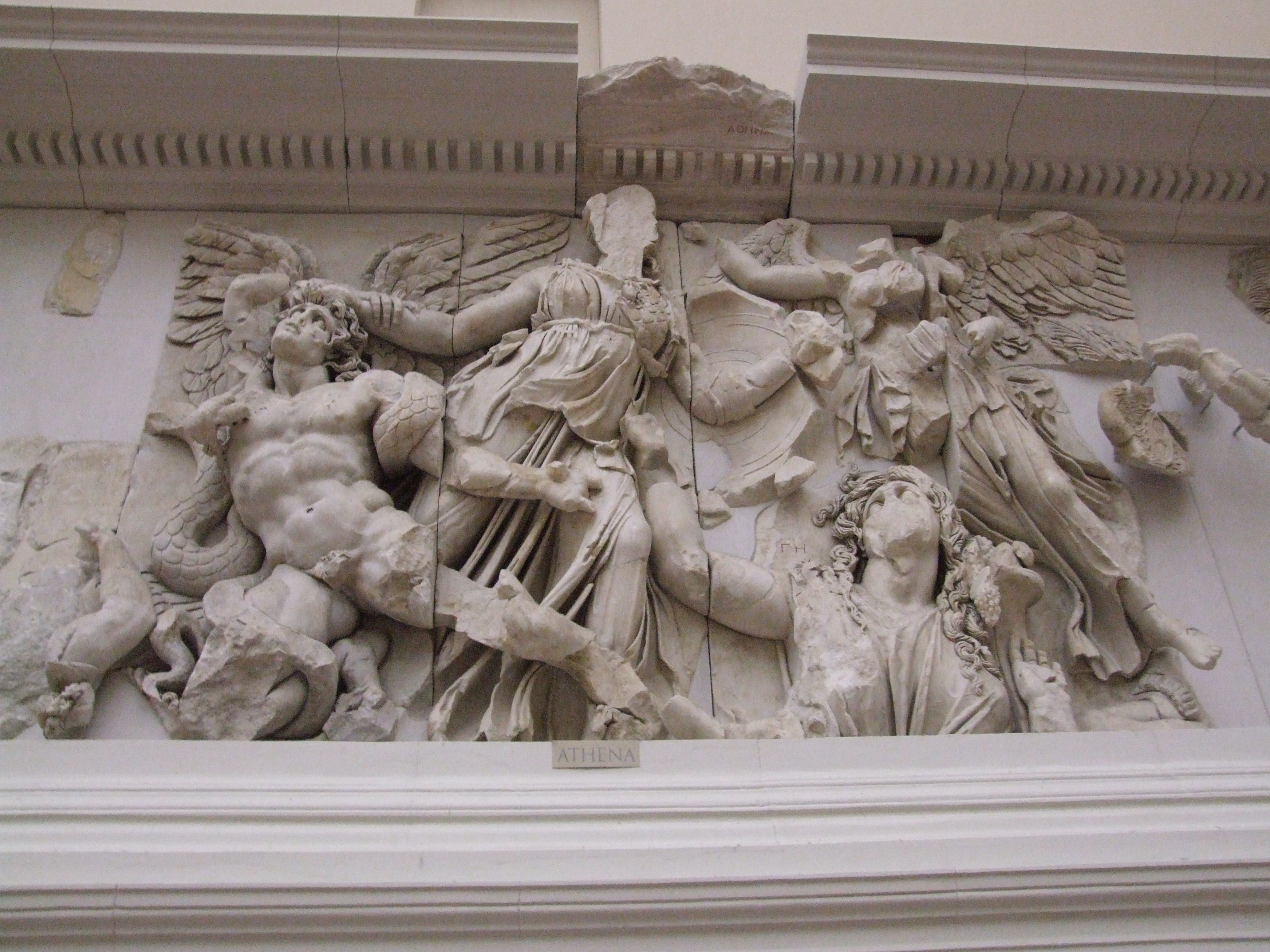
帕加马大祭坛浮雕的局部场景：雅典娜攻击阿尔库俄纽斯

阿尔库俄纽斯（希腊语：Άλκυονεύς）希腊神话中的巨人，反对奥林匹斯众神的癸干忒斯之王。与其他癸干忒斯一样，他是盖亚与乌拉诺斯的孩子。
古希腊大诗人品达在伊斯特摩斯颂歌中写到，阿尔库俄纽斯曾赶走太阳神赫利俄斯的牛群，因而得名“赶牛者”。在癸干忒斯战争中，阿尔库俄纽斯是反对众神的癸干忒斯巨灵们的领袖。阿尔库俄纽斯力大无穷且刀枪不入；后来赫剌克勒斯（前来帮助众神的人类英雄）发现阿尔库俄纽斯强大的原因是他站在属于自己的土地上战斗，于是把他挤了出去，才得以将其杀死。
关于阿尔库俄纽斯的另一种说法是，阿尔库俄纽斯企图杀死赫剌克勒斯，于是用一块巨大的石头朝英雄砸去。结果赫剌克勒斯用木槌将石块击回，阿尔库俄纽斯反而被砸死。

## 资料来源
- 《神话辞典》，（苏联）M·H·鲍特文尼克等，统一书号：2017·304
- 《世界神话辞典》，辽宁人民出版社，ISBN 7-205-00960-X